# Cölner Elektromotorenfabrik Johannes Bruncken

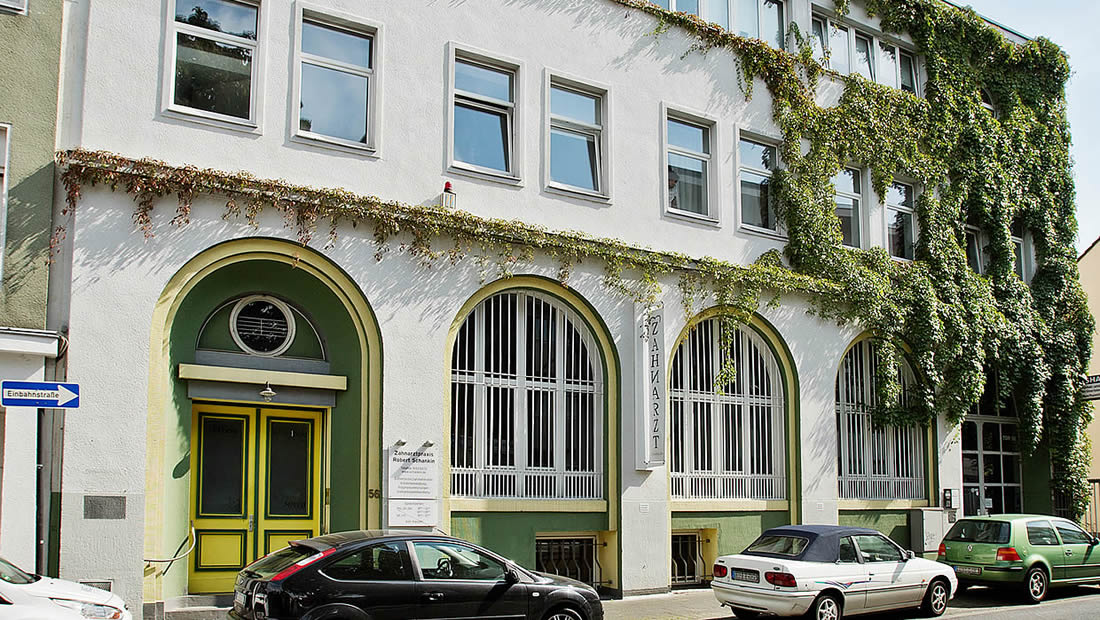
Fassade der Fabrik zur Rochusstraße

Die Cölner Elektromotorenfabrik Johannes Bruncken ist ein ehemaliges Fabrikgebäude in Köln-Bickendorf.

## Gründung und Nutzung
Der Elektroingenieur Johannes Bruncken, geboren 1880 in Fedderwardersiel, Butjadingen kam 1902 nach Köln. Er war Sohn einer Industriellen- und Kaufmannsfamilie aus Norddeutschland, vergleichbar den Buddenbrooks. Nach einer Anstellung bei der Helios-Elektrizitäts AG in Köln-Ehrenfeld, wechselte er 1905 zu dem Bismarckwerk in Bergerhof als Prüfungsingenieur. 1907 machte er sich mit der Firma Cölner Motorenfabrik selbstständig, die 1910 in das eigens errichtete Gebäude auf der Rochusstraße 56 / Teichstraße 16b im Kölner Stadtteil Bickendorf zog. 1935 beschädigte ein Brand große Teile des Gebäudes, die Schäden konnten aber vollständig behoben werden. Die Fassade des Haupthauses besitzt ihr jetziges Aussehen seit den 1950er Jahren. 
Johannes Brunckens Karriere vom Ingenieur zum Firmeninhaber ist ein beispielloser Erfolg in der Kölner Stadtgeschichte, seine Spezialmotoren gingen in alle Welt. Ferner war er ein geschätzter Arbeitgeber, der seinen Mitarbeitern »das vor[lebte], was er von ihnen erwartete: eine aufrechte Gesinnung, Ehrlichkeit, Pünktlichkeit und Fleiß«.  Bislang konnten allerdings noch keine Forschungen zu der Rolle der Firma Bruncken zur Zeit des Ersten und Zweiten Weltkrieges durchgeführt werden. Die Sichtung zugehöriger Akten gestaltet sich seit dem Einsturz des Kölner Stadtarchivs im Jahr 2009 schwierig. Weitere Unterlagen befinden sich im Besitz des derzeitigen Eigentümers.
Anfang der 1970er Jahre musste die Firma schließen. Der belgische Konzern ACEC (Atelier de Constructions Electriques de Charleroi) übernahm den verschuldeten Betrieb, der wenig später von der amerikanischen Firma Westinghouse übernommen wurde. Der Betrieb in Köln-Bickendorf wurde daraufhin geschlossen und das Gebäude veräußert. Seitdem befand sich die ehemalige Cölner Elektromotorenfabrik Johannes Bruncken in Privatbesitz und wird aktuell als Wohn- und Arbeitsstätte von verschiedenen Bewohnern aus vorwiegend künstlerischen Arbeitsfeldern genutzt. Damit kann die Cölner Elektromotorenfabrik Johannes Bruncken als Beispiel der jüngsten städtebaulichen Entwicklung und Gentrifizierung eines Arbeiterviertels durch Zuzug und Umnutzung von Künstlern gelten. Das Gelände ging im Juli 2022 an eine Investorengesellschaft über, die den Abriss der historischen Gebäude plant.

## Technische Innovationen

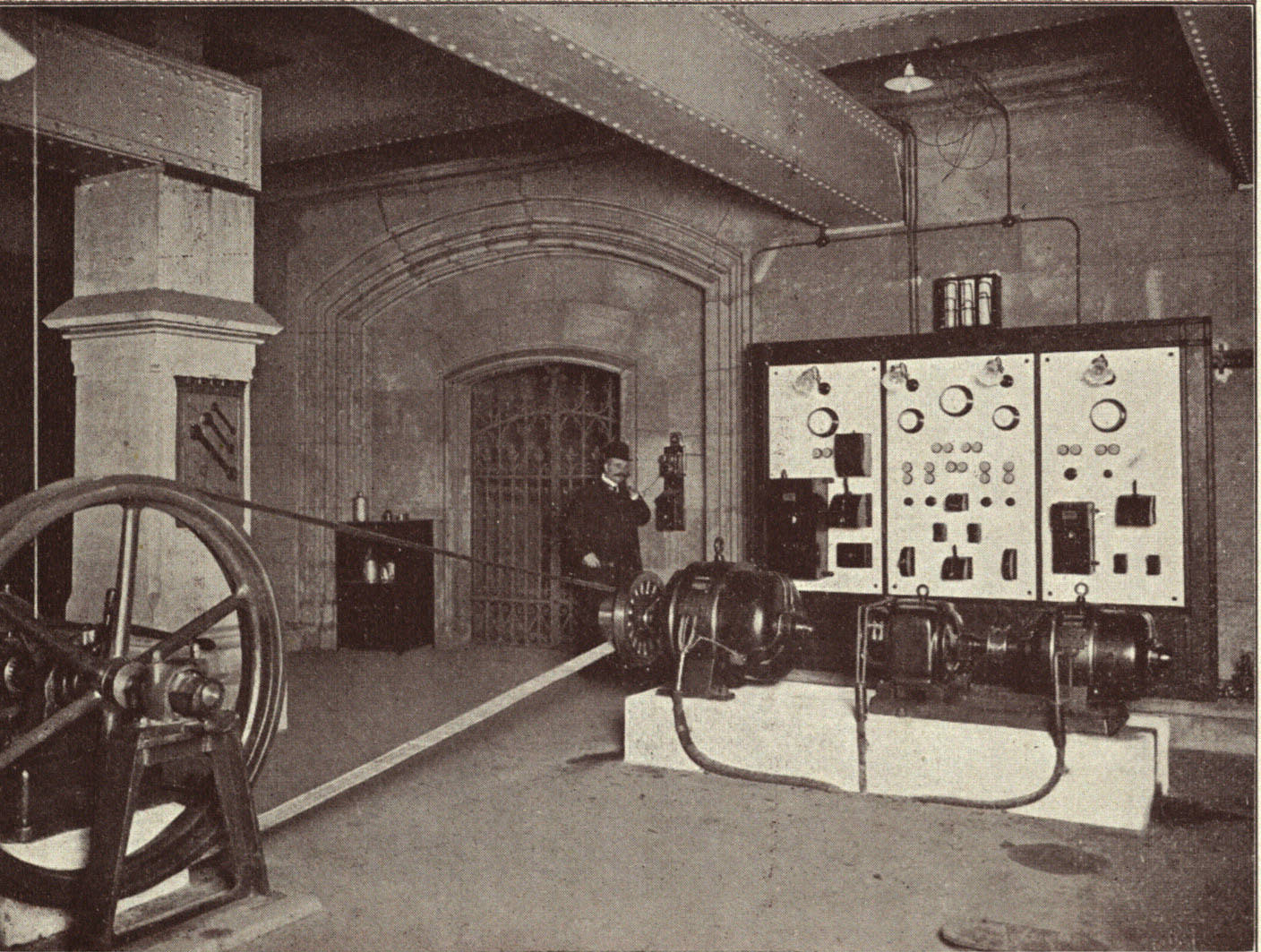
Ernst & F. Wiebel, Läutewerk Kölner Dom, Schalttafel mit Bruncken-Motoren im Läuteraum, 1910

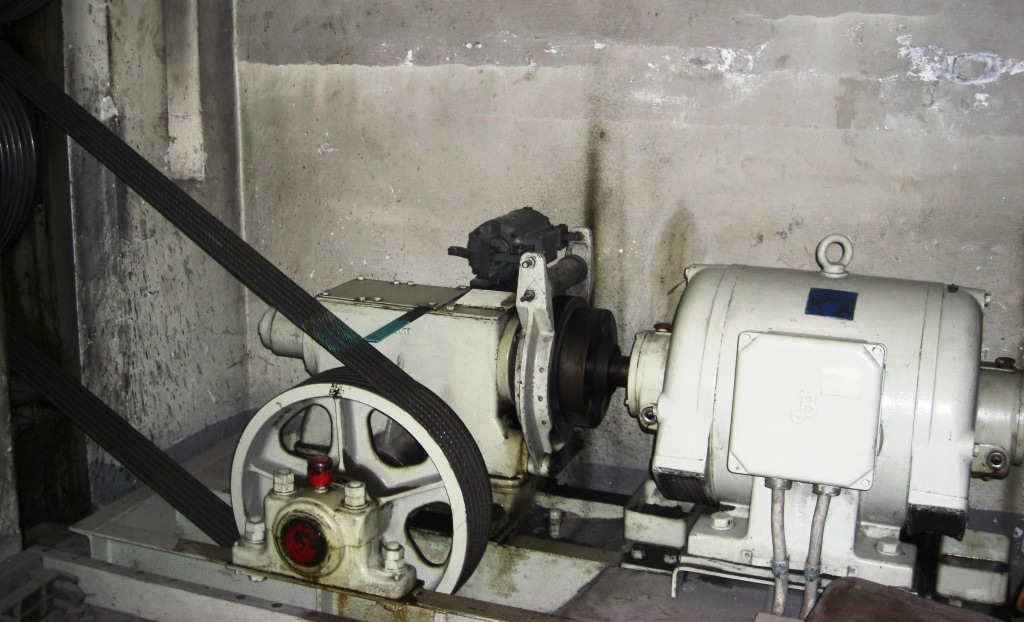
Brunckenmotor in einem Lastenaufzug

Die Cölner Elektromotorenfabrik Johannes Bruncken ist die Wiege einer Vielzahl von innovativen und patentierten Elektromotoren. Ab 1910 trieb ein Einphasen-Wechselstrom-Motor der Firma Bruncken das Geläut des Kölner Doms an. Weitere Anwendungsgebiete waren im Bergbau, der chemischen Industrie, im Schiffbau, in Aufzügen und in der Landwirtschaft. Die Motoren der Firma Bruncken sind bereits Teil von wissenschaftlichen Sammlungen zu Elektromotoren. In der Produktionsstätte dieser Motoren sind teilweise noch originale Ausstattungsmerkmale wie Lastenkräne vorhanden.

### Der Dokamotor
Der weltbekannte Dokamotor der Cölner Elektromotorenfabrik Bruncken verbindet die Anlaufeigenschaften eines Schleifringläufermotors mit den guten Betriebseigenschaften eines Kurzschlussläufermotors. Der Dokamotor spart nicht nur Anlaufstrom, sondern auch Betriebsstrom, da er ohne Stromverdrängung mit hohem Wirkungsgrad arbeitet. Wegen seiner hervorragenden Eigenschaften hat die Deutsche Landwirtschafts-Gesellschaft (DLG) den Eldi-Dokamotor im Jahr 1953 als Spezial-Landwirtschaftsmotor mit der bronzenen Preismünze ausgestattet. Er kommt zum Beispiel im Mahlwerk der Paffendorfer Mühle zum Einsatz.

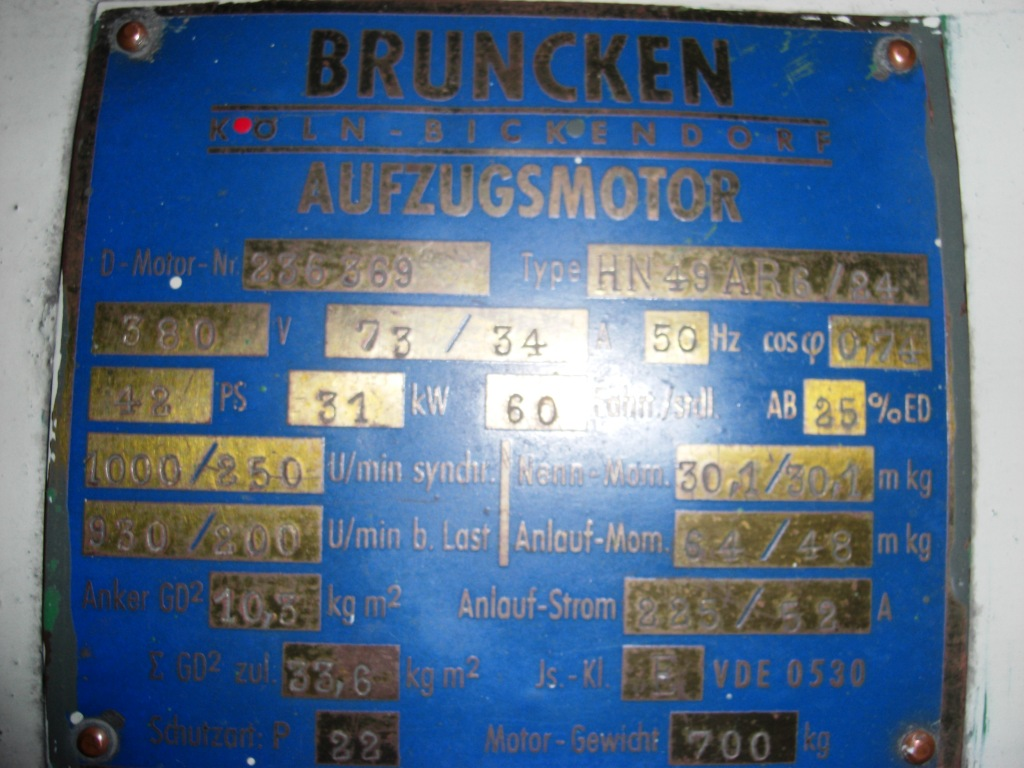
Typschild eines Aufzugsmotors der Firma Bruncken

### Bedeutung des Gebäudes für die Stadt Köln
Teilweise arbeiteten bis zu 300 Angestellte in dem Werk. Damit war die Firma maßgeblich an den Arbeits- und Produktionsverhältnissen in Köln beteiligt und prägend für die Lebensgeschichte einzelner Menschen, wie nicht nur das Beispiel von Oswald Tietz, »vom Landwirt zum Motorenbauern«, sondern auch zahlreiche Fotografien von Mitarbeitern belegen. Die Firma ist bedeutend für den individuellen Charakter des ehemaligen Arbeiterviertels Bickendorf. Seit einigen Jahren ist das Gebäude Teil des Kulturpfads Bickendorf.

### Trivia
Die Fabrik diente als Kulisse zahlreicher Filmproduktionen, u. a. des Tatort Köln und der Krimiserie Wilsberg in der Folge Wilsberg: 90-60-90. Der deutsche Bildhauer Georg Herold hatte hier zeitweise sein Atelier, ebenso wie die Puppenbauer der Politsatire Hurra Deutschland.